# Cutdown

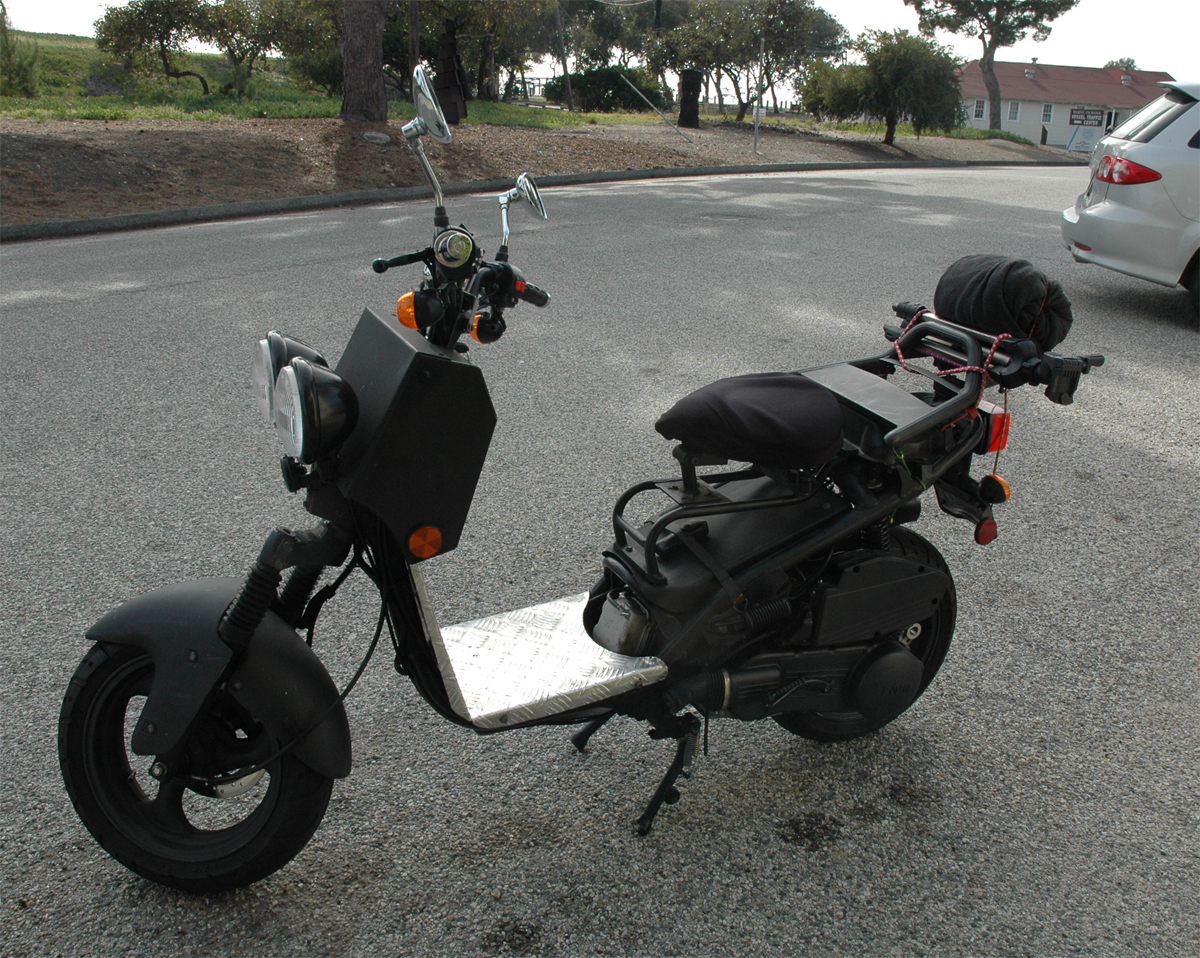
Skuter Baja 150 ccm

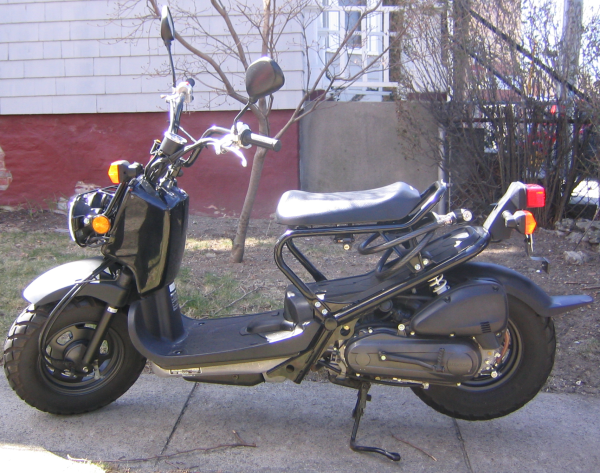
Honda Ruckus

Cutdown to customowe skutery (zazwyczaj włoskie Vespa lub Lambretta) z częściami nadwozia obciętymi lub usuniętymi. Cutdowny były popularne wśród skinheadów i scooterboyów podczas mod revival w latach 70. i 80. XX w. Podczas gdy młodzi przedstawicieli Brytyjskiej kultury Mods cenili metropolitalny styl skuterów to wielu skinheadów i scooterboyów postrzegało skutery jako zwykły środek transportu.
Podczas gdy niektórzy entuzjaści skuterów skoncentrowali się na odsłoniętym wyglądzie z widoczną ramą, silnikiem i resztą osprzętu niektórzy scooterboysi dokładali prawie tyle samo ile usunęli dodając chromowane osłony i akcesoria.

## Charakterystyka
Wiele cutdownów posiada usunięte elementy celem zwiększenia stosunku mocy do wagi. Typowymi usuwanymi elementami są błotniki, osłony nóg, podnóżki oraz reszta osłon i owiewek. Najłatwiejsze jest demontowanie elementów w skuterach Lambretta, ponieważ zbudowane one są na ramie rurowej co oznacza, że elementy nadwozia nie pełnią roli nośnej czy usztywniającej. Skutery Vespa zaś budowane są w taki sposób, że zazwyczaj obudowy pełnią rolę konstrukcyjną więc w przeciwieństwie do skuterów Lambretta nie można całkowicie usunąć wszystkich elementów. Obudowy skuterów Vespa modyfikowane są w taki sposób, że nadawany jest im inny kształty przez co skuter zachowuje sztywność konstrukcji.
Cutdowny są często tuningowane przez zmianę cylindrów dla zwiększenia mocy silnika lub dodanie akcesoryjnych wydechów, modyfikację gaźników lub zmianę amortyzatorów. Niektórzy entuzjaści zmieniają standardowe przednie bębny hamulcowe z zaciskami hydraulicznymi lub dodają chłodnice wodne. Posiadacze Lambrett mogą zastąpić oryginalne części sluminiowymi Nikasil, instalować gaźniki Dell'Orto lub Mikuni, montować inne cylindry, hydrauliczne sprzęgła i nowoczesne opony niskoprofilowe. Niektórzy posiadacze skuterów używają aluminiowych błotników Fabrizi ponieważ używają elektromagnetycznych hamulców. Fabryczne zbiorniki paliwa mogą być zastąpione pojemniejszymi. Niektórzy montują małe owiewki w celu zmniejszenia oporu wiatru i zwiększenia prędkości i stabilności. Celem zmniejszenia masy niektórzy montują siedzenia wykonane z włókna węglowego i inne elementy wykonane z włókna węglowego, kevlaru i włókna szklanego.
Części cutdownów używana jest do wyścigów. W wyścigach skuterów cutdowny często startują w oddzielnej kategorii nazywanej "specjalna", która zarezerwowana jest dla cutdownów i zmodyfikowanych skuterów wyścigowych. Inne kategorie w wyścigach skuterów to wyścigi na skuterach fabrycznych z niewielkimi zmianami (152 do 250 cm³) i wyścigi "small frame" dla skuterów z silnikami o pojemności do 136 cm³. Do wyścigów zazwyczaj zdejmowane są akcesoria jak stopki boczne i centralne, lusterka, kierunkowskazy i bagażniki. Wyścigi skuterów nie dopuszczają używania dodatków do paliwa jak octane boostery.

## Rodzaje skuterów
Naked scooter - skuter cutdown przypomina naked scooter, które są skuterami pozbawionymi owiewek i obudów. Różnica pomiędzy dwoma typami jest taka, że cutdown jest skuterem pozbawionym obudów i owiewek natomiast naked scooter jest skuterem zaprojektowanym w taki sposób, że wygląda jak cutdown. W latach sześćdziesiątych Lambretta produkowała modele od A do D, które były skuterami w tej kategorii. W latach dziewięćdziesiątych Italjet produkował "nagie" skutery nazywane Dragsterami. Po roku 2000 Honda produkowała Ruckus, który miał silnik zamontowany w stalowej ramie szkieletowej.
Chooper - to następny typ skuterów, który należy do cutdown, które są cutdownami z bardzo długimi widełkami. Ten typ często budowany jest w oparciu o skutery Lambretta ponieważ kiedy obudowy są zdemontowane z ramy rurowej przypominają mini Harley-Davidsony.
Rats - są cutdownami, które tworzone są przez użycie starych części. Kontrastując z wieloma entuzjastami skuterów, budoiwniczy ratów uważają rdzewiejące i uszkodzone części na atrakcyjne wizualnie. Skuterowy styl "rat" przypomina "rat rod" w hot roodach, gdzie stare samochody często mają plamy rdzy lub rdzewieją całe.